# Uscanoidea oviclavata
Uscanoidea oviclavata är en stekelart som först beskrevs av Lin 1994.  Uscanoidea oviclavata ingår i släktet Uscanoidea och familjen hårstrimsteklar. Inga underarter finns listade i Catalogue of Life.